# Panjou
Panjou is een bestuurslaag in het regentschap Pidie van de provincie Atjeh, Indonesië. Panjou telt 552 inwoners (volkstelling 2010).